# 蔡甸区
蔡甸区（さいでん-く）は中華人民共和国湖北省武漢市に位置する市轄区。

## 行政区画
- 街道:蔡甸街道、奓山街道、永安街道、侏儒山街道、大集街道、張湾街道、索河街道、玉賢街道、軍山街道、沌口街道、沌陽街道
- 郷:消泗郷

## 交通
- 武漢地下鉄

## 健康・医療・衛生
- 武漢市蔡甸区人民医院
- 蔡甸区人民医院
- 武漢市蔡甸区中医医院
- 武漢済和医院
- 華中科技大学同済医学院附属同済医院（中法新城院区）